# Новинская слобода
Нови́нская слобода́ — историческое поселение Москвы, основанное в XVII веке и просуществовавшее до середины восемнадцатого столетия. Находилось между Земляным валом и левым берегом Москвы-реки на месте современного Пресненского района.

## История
Патриаршая слобода Новинская была основана в XVII веке. Она находилась между Земляным валом, который был фактически границей города, и левым берегом Москвы-реки — на месте современной Кудринской площади. До XVIII века эта местность не входила в городскую черту. Центром слободы был Новинский монастырь, построенный в 1430-х годах. В документах 1638 года в Новинской слободе значилось 86 дворов, в 1646-м — 125 дворов, в которых проживали монастырские слуги, крестьяне и ремесленники. В результате Троицкого пожара 1737 года большинство деревянных построек слободы сгорело. Синод, заменив патриарха, упраздненного в 1701 году Петром I, больше не нуждался в монастырском хозяйстве, и в 1746-м по приказу Синода монахи были расселены. В Новинском монастыре по просьбе вдовы грузинского царевича Симеона Леоновича был основан грузинский женский монастырь. Через двадцать лет при правлении Екатерины II его ликвидировали, а слободские монастырские дворы были проданы в частные руки. Введенский храм стал приходским, а остальные на этой территории снесли. В келиях до начала XIX века находилась школа для детей солдат Московского гарнизона, позже — пожарная и полецейская части. В 1933 году все здания Новинского монастыря были полностью разрушены.
В середине XVIII века слобода вошла в черту Москвы. На месте срытого Земляного вала до середины XIX века в праздничные дни устраивались Подновинские народные гуляния. Их ежегодно проводили в пасхальные праздники. На площади размещали торговые палатки и шатры, проводили театральные представления, играл оркестр. Новинские гуляния посещал Александр Пушкин, Михаил Глинка и Александр Герцен, эти празднования описали поэты Евгений Баратынский в поэме «Цыганка» и Михаил Дмитриев в стихотворении «Новинское». В 1870-х годах площадь стала Новинским бульваром, который в XIX веке считался аристократическим районом. Здесь жили князья Оболенские, Гагарины, адвокат Фёдор Плевако, композитор Пётр Чайковский.

## Значимые постройки
На Новинском бульваре в доме № 17 прошло детство Александра Грибоедова, в доме № 25 жил Фёдор Шаляпин. Дом № 11 принадлежал князю-меценату Сергею Щербатову. Квартиры четырёх нижних этажей дома сдавались внаём, в них жили Алексей Толстой, Валентин Серов и другие деятели искусства. Во дворе дома № 13 находится усадьба декабриста Евгения Оболенского, там собирались участники «Северного общества». На Новинском бульваре в 1930 году был построен Дом Наркомфина (дом 25) — памятник архитектуры конструктивизма. В настоящее время в здании 21—23 находится посольство США.